# Líder de la oposición (Israel)
El líder de la oposición (en hebreo: יוֹשֵׁב רֹאשׁ הַאוֹפּוֹזִיצְיָיָה, Yoshev Rosh Ha-Opozitzya) es el político que lidera la Oposición oficial en el cuerpo legislativo israelí, la Knesset.
Hasta el 2000, el papel del líder de la oposición no era una posición oficial, sino más bien un papel honorífico. El líder de la oposición solía ser el líder del partido más grande que no estaba dentro del gobierno, que también era el segundo partido más grande en el parlamento israelí, ya sea el partido Likud o el Partido Laborista israelí, en todas sus versiones. Sin embargo, el partido que dirige la coalición nunca ganó la mayoría en la Knesset, sino que la mantuvo a través de un proceso de formación de coaliciones mayoritarias dentro de la Knesset. Durante medio siglo (excepto en dos ocasiones), el Partido Likud o el Partido Laborista, en todas sus versiones, formaron el gobierno (es decir, el Gabinete), sin que el otro partido rival se uniera al gobierno, y por lo tanto, excepto estos dos en las ocasiones en que 1967-1970, Golda Meir y Levi Eshkol, y en 1984-1990, Shimon Peres e Isaac Shamir formaron un Gobierno de Unidad Nacional, formado por los dos principales partidos rivales, el Líder de la Oposición siempre había sido el presidente del Likud o del Laborista, y comúnmente se dice que durante ese período, en el que los dos partidos rivales principales se unieron a un gobierno de unidad, prácticamente no hubo oposición en la Knesset.
Aun cuando no existía una ley que definiera el papel del Líder de la Oposición hasta el 2000, se acostumbraba a llevar a cabo reuniones actualizadas entre el Primer Ministro y el presidente del partido más grande que no pertenecía al gobierno. Sin embargo, se llevó a cabo solo de acuerdo con la decisión del Primer Ministro y, por lo tanto, la Knesset tuvo que aprobar leyes para anclar la posición del Líder de la Oposición, a fin de fortalecer el estatus de la Oposición como un aparato de supervisión a las operaciones de las actividades del gobierno instalado.
A principios de 2000, se presentaron al Knesset dos proyectos de ley para enmendar el estatus de Líder de la Oposición. Uno fue un "Proyecto de ley del gobierno" (proyecto de ley iniciado por el gobierno), y el otro fue un "Proyecto de ley de miembros privados" (iniciado por uno o un grupo de miembros de la Knesset), presentado por Uzi Landau. Los proyectos de ley se fusionaron en una sola enmienda, y el 17 de julio de 2000, la Knesset aprobó la Enmienda 8 a la "Ley del Knesset" de 1994, en la que se agregó el capítulo 6 de esta ley, que describe el papel del Líder de la Oposición.
La ley estipula la selección del Líder de la Oposición, su reemplazo, regula su papel ceremonial en varios eventos oficiales, y obliga al Primer Ministro a informarle sobre los asuntos estatales actuales una vez al mes. La ley también estipula que el salario del Líder de la Oposición será determinado por el comité de la Knesset y no será inferior al salario de un ministro del Gabinete.

## Lista de líderes de oposición
| #  | Nombre | Nombre               | Período     | Partido        |
| -- | ------ | -------------------- | ----------- | -------------- |
| 1  |        | Menachem Begin       | 1948–1967   | Herut          |
| 2  |        | Meir Ya'ari          | 1967–1969   | Mapam          |
| 3  |        | Yitzhak-Meir Levin   | 1969–1970   | Agudat Israel  |
| 4  |        | Menachem Begin       | 1970–1977   | Herut          |
| 5  |        | Shimon Peres         | 1977–1984   | Laborista      |
| 6  |        | Yuval Ne'eman        | 1984–1988   | Tehiya-Tzomet  |
| 7  |        | Shulamit Aloni       | 1988–1990   | Ratz           |
| 8  |        | Shimon Peres         | 1990–1992   | Laborista      |
| 9  |        | Isaac Shamir         | 1992–1993   | Likud          |
| 10 |        | Benjamin Netanyahu2  | 1993–1996   | Likud          |
| 11 |        | Shimon Peres         | 1996–1997   | Laborista      |
| 12 |        | Ehud Barak           | 1997–1999   | Laborista      |
| 13 |        | Ariel Sharon         | 1999–2001   | Likud          |
| 14 |        | Yossi Sarid          | 2001-2002   | Meretz         |
| 15 |        | Binyamin Ben-Eliezer | 2002-2003   | Laborista      |
| 16 |        | Amram Mitzna         | 2003        | Laborista      |
| 17 |        | Dalia Itzik          | 2003        | Laborista      |
| 18 |        | Shimon Peres         | 2003 – 2005 | Laborista      |
| 19 |        | Yosef Lapid          | 2005        | Shinui         |
| 20 |        | Amir Peretz          | 2005 – 2006 | Laborista      |
| 21 |        | Benjamin Netanyahu   | 2006 – 2009 | Likud          |
| 22 |        | Tzipi Livni          | 2009 – 2012 | Kadima         |
| 23 |        | Shaul Mofaz          | 2012        | Kadima         |
| 24 |        | Shelly Yachimovich   | 2012        | Laborista      |
| 25 |        | Shaul Mofaz          | 2012 – 2013 | Kadima         |
| 26 |        | Shelly Yachimovich   | 2013        | Laborista      |
| 27 |        | Isaac Herzog         | 2013 – 2018 | Unión Sionista |
| 28 |        | Tzipi Livni          | 2018 – 2019 | Unión Sionista |
| 29 |        | Shelly Yachimovich   | 2019-2020   | Laborista      |
| 30 |        | Yair Lapid           | 2020 - 2021 | Yesh Atid      |
| 31 |        | Benjamin Netanyahu   | 2021 - 2022 | Likud          |
| 32 |        | Yair Lapid           | 2022 -      | Yesh Atid      |